# Tanganyika African Association
La Tanganyika African Association (TAA) était une association politique du protectorat britannique du Tanganyika, créée en 1929. Elle fut fondée par des fonctionnaires, parmi lesquels  Ali Saidi, anciens membres d'une première association appelée Tanganyika Territory African Civil Service association,. La TAA devint en 1954 l'Union nationale africaine du Tanganyika, sous l'impulsion de Julius Nyerere.